# みたにひつじ
みたにひつじは、日本の漫画家である。ダジャレネタ、シュールネタ、下ネタの多い4コマ漫画を得意とする。1989年、講談社の『週刊ヤングマガジン』で「さのばびっち」を連載開始。現在の連載作品は、『週刊漫画TIMES』の「ナイスミドル城島部長」、『デイリースポーツ』の「セクシーモンキーベイビーズ」など。
「さのばびっち」は1993年には実写ビデオとして映像化された。飯島愛、ホンジャマカ、松村邦洋などが出演した。

## 主な作品
- さのばびっち
- さのばびっちパワード
- ナイスミドル城島課長
- チャンネルQ
- イクタビアヌス
- ナイスミドル城島部長
- ママめろん
- 町娘お加代ちゃん
- トイザんス
- セクシーモンキーベイビーズ